# Bucecea
Bucecea es una ciudad con estatus de oraș de Rumania ubicada en el distrito de Botoșani.
Según el censo de 2011, tiene 4274 habitantes, mientras que en el censo de 2002 tenía 5128 habitantes. La mayoría de la población es de etnia rumana (96,51 %).
La mayoría de los habitantes son cristianos de la Iglesia Ortodoxa Rumana (89,68 %), con minorías de pentecostales (4,91 %) y hermanos de Plymouth (1,8 %).
Se conoce su existencia desde 1434. Adquirió rango urbano en 2004. Los pueblos de Bohoghina y Călinești son pedanías de la ciudad.
Se ubica unos 10 km al oeste de Botoșani junto a la carretera 29C, cerca del río Siret que marca el límite con el vecino distrito de Suceava.